# Cattedrali in Zambia

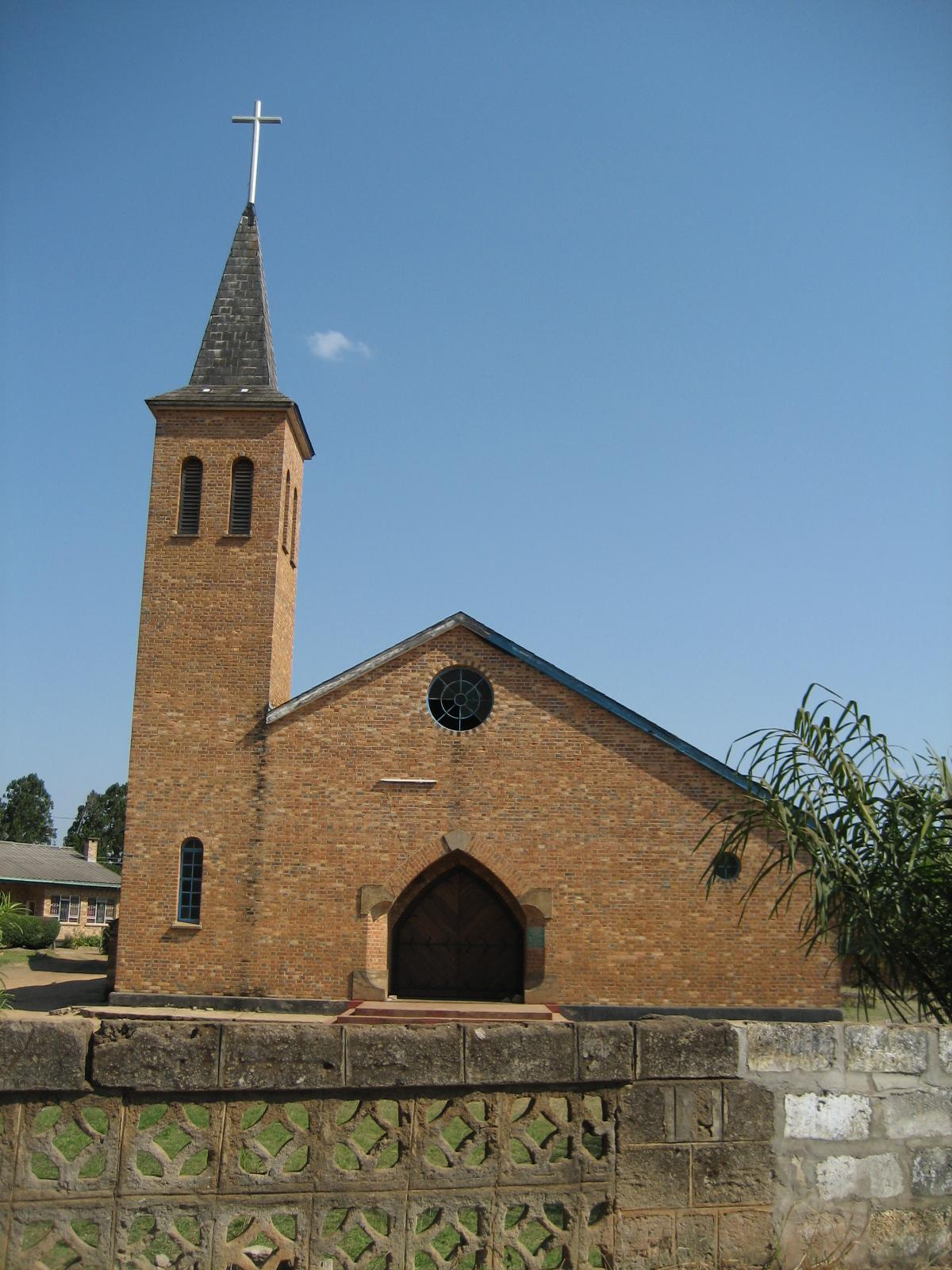
La cattedrale cattolica dell'Assunzione di Nostra Signora a Mansa

Questa è una lista delle cattedrali nello Zambia.

## Cattedrali cattoliche
| Cattedrale                                           | Arcidiocesi o Diocesi  | Località    |
| ---------------------------------------------------- | ---------------------- | ----------- |
| Cattedrale di Gesù Bambino                           | Arcidiocesi di Lusaka  | Lusaka      |
| Cattedrale di Sant'Anna                              | Diocesi di Chipata     | Chipata     |
| Cattedrale di Santa Teresa                           | Diocesi di Livingstone | Livingstone |
| Cattedrale di Nostra Signora di Lourdes              | Diocesi di Mongu       | Mongu       |
| Cattedrale del Sacro Cuore di Gesù                   | Diocesi di Monze       | Monze       |
| Cattedrale di Cristo Re                              | Arcidiocesi di Ndola   | Ndola       |
| Cattedrale del Sacro Cuore di Gesù                   | Diocesi di Kabwe       | Kabwe       |
| Cattedrale di San Daniele                            | Diocesi di Solwezi     | Solwezi     |
| Cattedrale di San Giovanni Evangelista               | Arcidiocesi di Kasama  | Kasama      |
| Cattedrale dell'Assunzione di Nostra Signora         | Diocesi di Mansa       | Mansa       |
| Cattedrale di San Giuseppe                           | Diocesi di Mpika       | Mpika       |
| Cattedrale emerita di Santa Maria Maddalena de Pazzi | Diocesi di Mpika       | Ilondola    |

## Cattedrale anglicana
| Cattedrale                          | Arcidiocesi o Diocesi                    | Località |
| ----------------------------------- | ---------------------------------------- | -------- |
| Cattedrale della Santa Natività     | Diocesi anglicana dello Zambia Centrale  | Ndola    |
| Cattedrale della Santa Croce        | Diocesi anglicana di Lusaka              | Lusaka   |
| Cattedrale di San Michele           | Diocesi anglicana dello Zambia del Nord  | Chingola |
| Cattedrale di San Luca              | Diocesi anglicana dello Zambia Orientale | Msoro    |
| Cattedrale dei Santi Pietro e Paolo | Diocesi anglicana di Luapula             | Chipili  |